# Биополитика
Биополитика (англ. biopolitics) в широком смысле — совокупность приложений наук о жизни (биологии, генетики, экологии, эволюционной теории и др.) в политической сфере.
В исследованиях политики на основе постструктурализма и постмодернизма биополитика используется для анализа и разоблачения власти. Власть обнаруживает себя при проявлении грубой силы, включая введение чрезвычайного положения, смешение политической и биологической форм жизни, а также наказание за нарушение установленной нормы.
К ключевым категориям биополитики относятся bios (социальная жизнь) и zoe (биологическая жизнь). С древних времен в политическую сферу была включена только bios. В Новое время zoe также становится частью политики. Именно тогда и наступает эпоха биополитики.

## Определения биополитики
1. В органической теории Рудольфа Челлена государство определяется как квази-биологический организм, «супер-индивидуальное существо». Челлен стремился исследовать «гражданскую войну между социальными группами» (включая государство) с биологической точки зрения, что нашло отражение в термине «биополитика»[4].
2. Нацисты также использовали данный термин. Например, Ганс Рейтер использовал его в речи 1934 года для обозначения биологического обоснования концепции нации и государства и в конечном счете их расовой политики[5].
3. Морли Робертс[англ.] в своей книге 1938 года «Биополитика» утверждает, что правильная модель для мировой политики — это «свободные ассоциации клеток и простейших колоний»[5].
4. Роберт Э. Каттнер[англ.] использовал термин для описания «научного расизма»[6].
5. В работах Мишеля Фуко — государственное управление, которое регулирует население через «биовласть» (применение и влияние политической власти на все аспекты человеческой жизни)[7].
6. В работах Майкла Хардта[англ.] и Антонио Негри — антикапиталистические восстания, использующие жизнь и тело в качестве оружия (вплоть до терроризма с использованием смертников). Задумана как противоположность биовласти, которая рассматривается как практика суверенитета в биополитических условиях[8].
7. Политическое заявление биоэтики[9][10].
8. В политическом спектре — отражает позиции по отношению к социально-политическим последствиям биотехнологической революции[9][10].
9. Кампания в поддержку (или за запрет) применения биотехнологии[9][10].
10. Государственная политика в отношении применения биотехнологий[9][10].
11. Политическая кампания по заботе о всех формах жизни[11].
12. Политика биорегионализма[англ.] (концепция превалирования биологических интересов над национальными, потребление местных продуктов, выращивание местных растений)
13. Междисциплинарные исследования в области биологии и политологии[12], в первую очередь исследования взаимоотношений между биологией и политическим поведением (политической ориентацией, голосованием на выборах)[13][14].

## История
Ещё в середине XIX века учёные и философы предпринимали попытки изучения влияния естественных наук на политику и жизнь общества. В рамках витализма Артур Шопенгауэр, Фридрих Ницше и Габриель Тард писали о биократии, теле как о философской проблеме, желаниях и убеждениях. В начале XX века авторы, рассуждавшие о геополитике, стали объединять в своих работах bios и zoe. Среди них был Рудольф Челлен, который впервые употребил термин «биополитика». На стыке бихевиоризма и кибернетики находились сочинения Арона Старобинского, в частности «Биополитика» (фр. La biopolitique, 1960).
Однако как самостоятельная дисциплина биополитика появилась лишь в 1980-е годы благодаря Мишелю Фуко. Он определил биовласть как «анатомо-политику человеческого тела».
В 1990-е годы увидели свет работы другого современного классика биополитики, Джорджо Агамбена, которые были посвящены суверенитету и «голой жизни». Благодаря Агамбену получили импульс исследования в рамках неовитализма: Антонио Негри писал о биополитическом производстве, Роберто Эспозито — о преобладающей над жизнью политике и политике жизни. Юджин Такер рассуждал о мёртвом и биоматериальном труде, а Николас Роуз о «биостолице» и соматической этике.

## Биополитика Мишеля Фуко
Французский философ и социальный теоретик Мишель Фуко впервые определил биополитику в своей серии лекций «Нужно защищать общество», прочитанных в 1975—1976 годах в Коллеж де Франс. Фукианская концепция биополитики является во многом производной от его собственного понятия биовласти (здесь Фуко включает в понятие власти практики здравоохранения, регулирования наследственности, и рисков регулирования, связанных с физическим здоровьем), то есть речь идет о распространении государственной власти над физической и политической властью населения.
Биополитику Фуко описал как «новую технологию власти…[которая] существует на другом уровне, в другом масштабе, и [то, что] имеет разную площадь опоры и позволяет использовать очень разные инструменты». Биополитика — уже нечто больше, чем описанный Фуко же дисциплинарный механизм, биополитика занимается регулированием населения в целом или, как Фуко заявил, «глобальной массой». Фуко развил понятие в курсах лекций «Рождение биополитики» и «Мужество истины».
Фуко дал многочисленные примеры биополитического контроля, упоминая понятие в 1976 году. Примеры включают «соотношение рождаемости к смертности, темпы воспроизводства, прирост населения и так далее». Он противопоставил этот способ социального управления политической власти в Средние века. В то время как в Средние века пандемия смерти стала постоянной и бессрочной частью жизни, в конце XVIII века ситуация изменилась. Разработка вакцины и изобретение лекарств, занимающихся общественной гигиеной, позволило уменьшить смертность определённых групп населения. Это было введение «более тонких, более рациональных механизмов как страхование, индивидуальные и коллективные сбережения, меры безопасности и так далее».

## Биополитика Джорджо Агамбена
В своём труде «Homo Sacer. Суверенная власть и голая жизнь» (1995) Джорджо Агамбен приходит к следующим выводам:
- политические отношения основаны на отвержении или исключении, неразличении внешнего и внутреннего, исключения и включения, что выражается в виде чрезвычайного положения.
- главное действие суверенной власти — производство «голой жизни» как первичного политического элемента и границы, барьера между природой и культурой.
- концлагерь есть в настоящее время биополитическая парадигма западного мира. Этот тезис ставит под сомнение модели гуманитарных наук, социологии, урбанистики, архитектуры, которые изучают городское пространство, поскольку в его центре располагается «голая жизнь»[27].

Агамбен реконструирует генеалогию доктрины чрезвычайного положения, восходящей к временам Римской республики. Правовые положения, согласно которым римский диктатор мог иметь неограниченные полномочия во время войны или внутренней смуты, сохраняются в разнообразных современных конституциях. Верховенство права или законные процедуры имеют ограниченное применение: они действуют только тогда, когда в государстве нет чрезвычайной ситуации и его существование не оказывается под угрозой. В центре конституционной законности «прячется» абсолютный суверен, который контролирует применение или отказ от применения нормы права.
Агамбен пишет об эволюции чрезвычайного правления, применение которого распространялось и превращало исключение в правило. Например, нацистский режим после захвата власти не отменил конституцию Веймарской республики, а объявил чрезвычайное положение, которое затем продлевалось до 1945 года.
Агамбен утверждает, что «чрезвычайное положение» относится не только к временному упразднению права, но и к пространственному отрезанию определённой территории государства. Примерами в данном контексте являются тюрьмы Абу-Грейб или Гуантанамо, в которых игнорируются права заключённых. Аналогичное «пространственное исключение» происходит в случае «чрезвычайной выдачи»: переводе заключённых в места, где допустимы применение пыток и другие нарушения прав. Согласно Агамбену, современные примеры иллюстрируют долгую историю концлагерей, возникших задолго до Холокоста: лагерей для индейцев в 1830-е годы в США или концлагерей, созданных Британией во времена второй англо-бурской войны. Лагерь для Агамбена есть пространство исключения.
Авторитаризм чрезвычайного положения имеет непосредственное отношение к происхождению национального государства. Ему внутренне присущи неустойчивость и потребность в неизбежной ситуации произвольного решения (а следовательно, и насилия), а не силы закона. Такая ситуация связана с двусмысленным и парадоксальным статусом подданных государства, который Агамбен определяет как homo sacer, «сакральный человек» в римском праве. В Древнем Риме это был человек, осуждённый народом за преступление; его можно было убить, но не принести в жертву в ходе ритуала. Homo sacer есть основная форма политического существования современного человека. Понятие способствует пониманию суверенного национального государства, которое забирает человеческую жизнь из области сакрального (божественного) и одновременно основывает свою деятельность на произвольном решении и насилии. Homo sacer описывает основное отношение между биологическим фактом человеческой жизни и суверенной властью как основной формой организации политического.
Граждане государства являются «голой жизнью», её производство есть первичное проявление властного суверенитета. Голая жизнь упраздняет расовые, религиозные, национальные и половые различия между людьми.

## Некрополитика Ашиля Мбембе
Камерунский исследователь Ашиль Мбембе разработал концепцию «некрополитики» — отрасли биополитики, которая изучает механизмы контроля над смертностью. Мбембе утверждает, что «в современном мире суверенитет определяется способностью решать, кто может жить, а кто должен умереть». Поэтому человеческая личность обесценивается как таковая.
Некрополитика проявляется в жестоких и радикальных действиях власти, таких как устранение «ненужных людей», вопиющие нарушения прав и человеческого достоинства женщин, сексуальное рабство, передел полицейскими городского пространства для проведения неоколониальной политики «раскулачивания граждан», наркоторговля.
Некрополитика активно проводится наркогосударствами Центральной Америки, где Гондурас, Сальвадор и Гватемала лидируют по числу убийств. В таких городах, как Кали «война не подчиняется правилам и нормам», как когда-то было в колониях. Мехико, Сан-Паулу и Буэнос-Айрес могут рассматриваться как оплоты неоколониализма: здесь не действуют государственные законы, а люди лишены свободы, так как их жизнью распоряжаются другие.
Во многих городах и странах сегодня наблюдается «колониальная оккупация», сопровождающаяся контролем, наблюдением, отделением и изоляцией. Эта оккупация носит фрагментарный характер и определяется принципами устройства современных городов, где гетто, периферийные анклавы и другие отгороженные районы являются маргинальными.
Мбембе полагает, что некрополитика приступает к уничтожению людей из-за постепенного перенаселения городов и стран. Если раньше насилие совершалось по отношению к другим людям, потому что их воспринимали как вещи, то сейчас ситуацию усугубляет огромный избыток рабочей силы. Иными словами, в обществе гиперпотребления ценность человеческой жизни определяется её экономической рентабельностью, в чём также заключается суть некрополитики. Таким образом, физическое и социальное насилие и избавление от ненужных людей становится отличительной чертой капитализма.
По мнению квир-теоретика Джудит/Джэка Халберстам, привилегированная часть населения, выкачивающая ресурсы из стран третьего мира, превращает последних в зомби. «Некрополитика приговаривает к смерти одних, чтобы для других сохранить высокий уровень жизни. Это могут быть магазины органической еды или зелёные дома; рынок выживания доступен лишь некоторым людям. Всем остальным остаётся фастфуд и быстрая смерть».

## Критика и альтернативные точки зрения
Александр Вээли (англ. Alexander Weheliye), специалист в области афро-американских исследований, профессор Северо-Восточного университета, принадлежит к числу критиков классической биополитики. В своём труде Habeas Viscus: Racializing Assemblages, Biopolitics, and Black Feminist Theories of the Human он рассматривает слабые стороны «голой жизни» Джорджо Агамбена, дискурса биополитики Мишеля Фуко и некрополитики Ашиля Мбембе. Они нуждаются в переосмыслении для того, чтобы в конечном счёте преодолеть доминирование Запада как в политике, так и в науке. Доминирование Запада исторически основывается на неолиберальном капитализме, расизме, колониализме, иммиграции, империализме (которые, сливаясь воедино, способствуют поддержанию западной гегемонии), криминализации, эксплуатации и насилии (которые создают иерархии, где подчинение слабых происходит на основе гендера, национальности, экономического достатка).
Вээли утверждает, что дискурс голой жизни и биополитики лишь поверхностно раскрывает понятия расы и расизма, вопросы подчинения и человечности. Ведь «расиализация» человеческих групп (рассмотрение людей с точки зрения расы) — это не только биологическое или культурное явление, о чём пишут Фуко и Агамбен, но и набор общественно-политических процессов, которые проецируются на тело человека.
Он критикует Фуко за его расплывчатое определение расизма как «существование двух групп, который несмотря на сосуществование в одном пространственно-временном континууме не смешались ввиду различий и барьеров, создаваемых привилегиями, обычаями и правами, распределением богатства и способами отправления власти». Он считает, что такое определение можно применить к любого рода отношениям, в том числе экономическим и межгендерным. Кроме того, Фуко удивительно часто избегает таких тем, как колонизация и этнический расизм, особенно с учётом того, что на него в своё время особое влияние оказали Чёрные пантеры (партия) и отдельно Джордж Джексон и Анджела Дэвис.
В своём исследовании Вээли использует три новых для биополитики аналитических инструмента.
- Афро-американские исследования (black studies), которые, по его мнению, способствуют нахождению альтернативных способов понимания расы и расиализации человеческих групп. Афро-американские исследования представляют собой критику западной современности (политической, общественной и культурной) и западной науки, которые основаны на принципе рациональности. Расиализация приводит к тому, что западный человек, исходя из «превосходства белой расы», начинает подразделять человечество на «людей», «не-совсем-людей» и «нелюдей». Поэтому основная цель афро-американских исследований — упразднение западной концепции человека и уничтожение иерархий среди человеческих групп.
- Вээли вводит новую категорию биополитики — habeas viscus[30], которая в дословном переводе с латыни означает «ты должен иметь тело». Полная фраза звучит как «habeas corpus ad subjiciendum» и означает «у тебя должен быть человек для того, чтобы подчинить его/её»[36]. Впервые она была использована в документах англо-французского происхождения, в которых содержалось требование к человеку предстать перед судом, чтобы принять решение о его тюремном заключении. Habeus viscus, в отличие от описанной Агамбеном в мрачных тонах голой жизни, подчеркивает положительные стороны и «маленькие радости жизни угнетённых», такие как «скромные проблески надежды», «крохи хлеба», мечты о свободе в тюрьме Гуантанамо, лагерях для интернированных, концентрационных лагерях и плантациях рабов[30]. Но в отличие от голой жизни и биополитики, habeus viscus включает в себя жестокую расиализацию групп людей, что создает сплав zoe и bios.
- Он предлагает новое биополитическое понятие — «плоть», которая, являясь составной частью zoe, предшествует «биологическому телу» и «социальному человеку». Автор ссылается на Гортензию Спиллерс[англ.], описывавшую процесс превращения рабов в «плоть», которая не может быть подвержена социализации. В одном из интервью она прокомментировала своё каноническое эссе «Мамин ребёнок, папино недоразумение: американская грамматика»[37]: «Я стала свидетельницей того, как с чернокожими людьми обращались как с „сырым материалом“. История чернокожих людей могла бы использоваться как источник вдохновения, но она никогда не достигала умов широких слоёв населения…»[38].

## Влияние на общество

### Биополитика и музыкальная терапия в психологии
С точки зрения музыкальной терапии, процесс музицирования может рассматриваться как политическая арена, на которой встречаются bios и zoe. Японская исследовательница Хироко Миякэ отмечает, что при этом bios и zoe представляются как важные аспекты музыки. По утверждению Дэниэла Н. Стерна, эффект «живости», который часто используют музыкальные терапевты-психологи для объяснения музыкального взаимодействия между собой и клиентом, относится к концепции zoe. Bios же относится к организационным аспектам, таким как форма и структура музыкального произведения, которые влияют на культурное значение музыки. Культурное значение включает в себя различные наборы цивилизационных ценностей, определяющих мораль; поэтому политические взаимоотношения неизбежно вторгаются в музыкальный процесс.
Каноническим примером взаимосвязи музыкальной терапии и биополитики является «кейс Эдварда», который в 1977 году описали учёные Пол Нордофф и Клайв Роббинс. Они подчеркивали, что реакция на музыку, например крик, относится к сфере zoe — хаотичное и бесформенное замешательство. Попытка терапевта прервать крик пациента рассматривается как действие bios, направленное на включение пациента в сферу «общественного консенсуса». Кроме того, пациент, слушающий музыку, подвергается «голой жизни». Но затем его побуждают к культурной интеграции, к отказу от примитивного поведения и присоединению к порядку, основанному на различных языках музыки.
Саймон Проктер отмечает, что практика музыкальная терапии — это политическое действие, потому как социальный капитал (культура, ценности, мораль) передается непосредственно через участие в процессе воспроизводства музыки.

## Биополитика в массовой культуре

### Биополитика и кинематограф
В таких известных блокбастерах, как «Остров» (2005), «V — значит вендетта» (2005), «Дитя человеческое» (2006) и «Война миров Z» (2013) затрагиваются биополитические темы, включая биотехнологии, безопасность и терроризм, проблемы миграции и беженцев, глобальные эпидемии.
В фильме «Остров» повествуется о сообществе клонов, подвергающихся тщательному биологическому исследованию. Фильм демонстрирует, как научно-технологический прогресс, в частности в сфере медицины, превратил человека в подопытный материал. Центральная тема картины «V значит Вендетта» — политическая риторика войны против терроризма и используемые власть имущими инструменты «защиты населения», которые помогают власти укрепиться и стать тоталитарной. Научно-фантастический фильм «Дитя человеческое», показывая пессимистическую картину мира, в котором все женщины на протяжении 18 лет страдают от бесплодия, выявляет проблему важности грамотной демографической политики и общественного здравоохранения. В «Войне миров Z» показывается страх мирового сообщества перед смертоносными эпидемиями, а также взаимосвязь политической власти, человека и медицины.
Как отмечает сингапурская исследовательница Вихитра Годамунн, способом разрешения дилеммы биополитики в указанных фильмах представляется «противостояние»: борьба с существующим режимом или институтом, поиск научных решений. Однако это противостояние, как правило, направлено не на противодействие биополитике, а на устранение её последствий. Она также полагает, что современный кинематограф не способен донести до аудитории сути и последствий присутствия биополитики в современном мире или дать готовые решения для искоренения её влияния на жизнь человека. Годамунн отмечает, что фильмы оказывают «успокаивающий эффект» на зрителя: большинство из них выводит на передний план идею, согласно которой «человечество справится со всем». Более того, кинофильмы сами становятся формой биополитики. Аудиторию заставляют пассивно «поглощать» биополитику, принимать её присутствие в истории и властных отношениях.
Альтернативная точка зрения принадлежит исследователю Нитзану Лебовичу, который рассматривал киноработы Ларса фон Триера, Майкла Уинтерботтома, Дэвида Финчера и других режиссёров. Он утверждает, что «биополитическое кино» играет конструктивную социально-политическую роль, ставя под вопрос способность представительной демократии справиться со сложными для государства и общества ситуациями. Более того, биополитическое кино поставило под сомнение мораль и политическую легитимность демократических и тоталитарных систем как таковых, демонстрируя нынешний «культурный кризис» и использование «чрезвычайного положения». В трактовке современных режиссёров биополитика применяется государствами так, чтобы граждане этого не заметили. Прибегают к ней как либеральные, так и тоталитарные страны.
По мнению Н. Лебовича, современное «биополитическое кино» основывается на трёх феноменах:
- политический: рост подозрения к демократии;
- философско-культурный: рост внимания к биологическим катастрофам и культурным кризисам;
- исторический: возобновление интереса к 1920-м годам, которые были отмечены радикальными экспериментами в сфере эстетики, философии и политики.

Н. Лебович отмечает, что кинематограф используется в качестве инструмента контроля над массами, не в последнюю очередь с помощью «задурманивания сознания» через фильмы о волшебстве: «Иллюзионист» (2006), «Престиж» (2006), «Невероятный Бёрт Уандерстоун» (2013). Подобные фильмы имеют две важных отличительных черты: во-первых, с помощью наблюдаемого на киноэкране волшебства зритель подсознательно начинает верить в свои силы и освобождается от уныния, навеваемого неолиберальной политикой. Но эта иллюзия никогда не реализуется. Во-вторых, такие кинофильмы косвенно нацелены на повышение осведомлённости зрителя о его участии в воспроизводстве биополитики. Н. Лебович приходит к выводу, что эти уловки, связанные с воздействием на сознание человека, указывают на повсеместное распространение биовласти.

### Биополитика и современная музыка
В апреле 2010 года в YouTube появился короткометражный фильм, сопровождаемый песней «Born Free», автором которой является британо-шри-ланкийская певица и музыкант тамильского происхождения M.I.A. (Майя Арулпрагасам). Цель песни «Born Free» — привлечь внимание к широкомасштабному насилию, которое совершается против тамильского меньшинства на Шри-Ланке. Поэтому по задумке M.I.A. вымышленный сюжет музыкального видео разворачивается вокруг геноцида, направленного против рыжих людей в США.
Исследователь Александр Вээли отмечает, что концепция фильма и песни «Born Free» вписывается в термины биополитики: геноцид совершается на основе «биологической избирательности», в корне которой лежат врождённые характеристики индивида: раса, цвет волос, кожи и др. Вээли также указывает на преследование людей со стороны государства, отношения между субъектами и объектами власти, которые создают в видеоклипе «биовизуальный эффект», позволяющий отличить человеческую жизнь, достойную (евгеническую) и не достойную (дисгеническую) защиты. Это разделение выявляет общественно-политические иерархии, которые скрываются за врождёнными чертами человеческого тела.
Видеоклип был M.I.A. «Born Free» запрещён к просмотру в YouTube практически сразу после публикации. Однако в 2011 году он занял 13-ю строчку в списке 100 лучших музыкальных видео всех времён по версии New Musical Express. В том же году журнал Time поставил его на второе место в списке топ-10 самых противоречивых музыкальных клипов в истории.

## Биополитика и русский космизм
К рядам творцов «биополитики бессмертия» или биоутопистов иногда относят Николая Фёдорова, Константина Циолковского, Александра Богданова, Валериана Муравьёва и др.
В конце XIX века Н. Фёдоров в своём труде «Философия общего дела» выдвинул идею разработки проекта, суть которого заключалась в создании общественно-политических и технологических условий для воскрешения всех когда-либо живших на Земле людей. Для этого он предлагал «музеифицировать» жизнь путем создания на основе государств гигантских музеев, в которые были бы помещены все когда-либо жившие люди, восставшие из мертвых и ставшие произведениями искусства. То есть государство задумывалось как музей населения, который несет ответственность за коллекцию в целом, сохранность и реставрацию каждого отдельного экспоната, а также воскрешение и вечную жизнь каждого человека. Это означает, что государство обязано преодолеть границы смерти, а биовласть стать тотальной.
Он утверждал, что благодаря слиянию жизненного и музейного пространств биовласть станет социально организованной технологией вечной жизни, которая не будет признавать человеческую смерть. Это уже не «демократическая» власть, ведь никто не ожидает от музейных экспонатов, что они будут выбирать себе правителя, который будет заботиться об их сохранности.
В подаче Фёдорова современный человек воспринимается как вещь, тело среди тел. Такому современному человеку приходится мириться с тем, что государственная технология относится к нему подобающим образом. Однако он готов пожертвовать своим привычным статусом во имя вечной жизни для всех людей — главной цели, декларируемой новой властью. В. Муравьев полагал, что в будущем половые различия между людьми будут упразднены и будет создан полностью искусственный метод воспроизводства человека, основанный на практике технического копирования (по сути, клонирования).
К. Циолковский пришел к выводу, что человеческий мозг является материальной частью Вселенной. Все процессы, происходящие в мозгу, отражают процессы, происходящие во всей Вселенной, в результате чего воля Вселенной становится волей каждого отдельного индивида. Он выдвигает идею естественного отбора, который решает, чей мозг наилучшим образом выражает волю Вселенной. Более того, «высшие существа» вправе и даже обязаны уничтожить «низших существ» как сорняки в огороде. При этом К. Циолковский не исключал возможности, что человечество — это низшие существа.
Современный автор Борис Гройс применяет концепцию биополитики в трактовке Мишеля Фуко, соглашаясь с важной для русского космизма идеей — преодолением смерти, которое в подаче Фуко является естественным пределом вмешательства биовласти в жизнь населения. Выход Б. Гройс видит в объединении усилий научно-технической мысли, политической воли и искусства, которые способны преодолеть несправедливость мира, «замкнувшегося в модусе смертности», и поспособствовать воцарению тотальной биовласти, целью которой был бы поиск лекарства от старения и смерти для каждого гражданина.
Б. Гройс. "Русский космизм" (2015):

Государство более не может позволять людям умирать естественной смертью и позволять мертвым покоиться спокойно в своих могилах. Государство обязано преодолеть границы смерти. Биовласть должна стать тотальной.